# Comunidad de villa y tierra de Saldaña
Villa y Tierra de Saldaña es una Comunidad jurídica de carácter local formada por Saldaña y veinticinco lugares, llamados solariegos, situada en el centro de la Provincia de Palencia. Su existencia es multisecular. Por efecto de la desamortización se enajenaron  casi todos sus bienes rústicos y su activad decayó notablemente, reducida a la rogativa que en el mes de mayo hacía al Santuario del Valle, que se celebró hasta 1969. El año 1943 se incorporó a la Hermandad Comarcal de Labradores y Ganaderos.

## El territorio

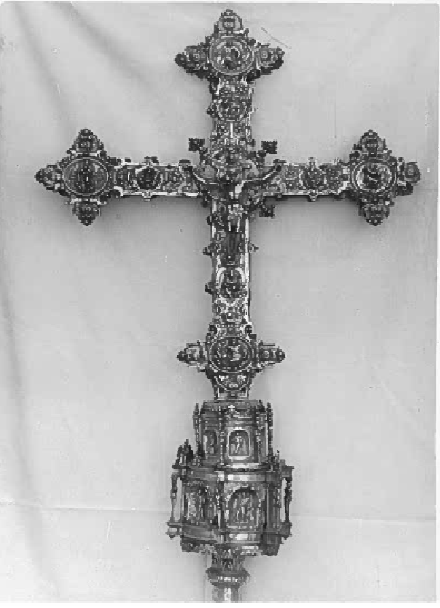
Cruz procesional de San Llorente del Páramo.

La delimitación territorial de la Comunidad de Villa y Tierra de Saldaña, quizá más antigua conocida documentalmente, si bien referida a una parte del término, se halla en la pesquisa efectuada en el año 1194, ordenada por el Rey Alfonso VIII “para departir los términos entre Saldaña y Ledigos”, y en la que se deslindan los términos de uno y otro.
A través del tiempo se hicieron diversos deslindes. Con su referencia se pueden señalar los siguientes límites: Al Norte, los términos de Guardo, Villalba de Guardo, Fontecha y Villanueva de Abajo Al Sur, Gozón, Quintanilla de Onsoña, Villaproviano, Gañinas, Lobera, Renedo de la Vega, Moslares, Villamoronta, Villacuende, Bustillo del Páramo, Quintanilla y Calzadilla. Al Este, Tabanera, Ayuela, Carbonera, Villasur, Membrillar, Renedo del Monte, Relea, Villarmienzo, Villantodrigo, Villanuño de Valdavia, Itero Seco. Al Oeste, Cea, Renedo de Valderaduey, Villota del Páramo, San Andrés de la Regla, Villadiego, Villambrán, San Martín de la Cueza, Ledigos y Bustocirio.
Por el territorio discurren, de norte a sur, como corrientes fluviales naturales, el río Carrión y el Valdecuriada. Dentro del alfoz de Saldaña: el Ucieza, el Valbuena y el Valdavia. Son acequias que sangran al Carrión: la ribera de Saldaña, puerto del Sedenal (La Perihonda), el cuérnago de Matazorita, el de Río Nuevo (Los Molledos), el de Puerta Maya (que, en otro tiempo, discurría por las laderas del castillo de Saldaña) y el cuérnago de Moslares.

## Orígenes
La jurisdicción de Saldaña sobre el territorio de su entorno se remonta al último siglo del primer milenio. Se configuró como un condado dentro del Reino de León. Gómez fue el primer gobernador de la comarca de 
San Román de Entrepeñas y dio origen al linaje Beni Gómez o Banu Gómez. Su nieto Diego Muñoz fue el primer conde de Saldaña. Le sucedió su hermano Gómez Muñoz, su hijo Gómez Díaz y su nieto García Gómez.
Desde la repoblación del siglo IX, dice el historiador Julio González González, sobre un conjunto de comarcas sobresalía Saldaña como núcleo principal de unidad, gracias a su posición geográfica y también a la presencia del conde, que estaba al frente de la demarcación.
Posteriormente, el condado se transformó en tenencia y merindad; sobre su base se formó el arcedianato. El alfoz de Saldaña era muy numeroso. La villa ejercía un señorío, reforzado en tiempos de Alfonso VI. La villa y la tierra formaban una comunidad concejil, una universitas. Algunos lugares, a comienzos del siglo XII, perdieron el carácter realengo para pasar al dominio de los monasterios, órdenes religiosas o señores laicos, ya como solariegos o, menos, en régimen de behetría.
A comienzos del siglo XIV, puede darse por finalizada la cesión del territorio de Saldaña por parte de los reyes, y quedó configurada la villa y su tierra solariega como concejo y entidad diferenciada del resto del alfoz, tierra, territorio o jurisdicción. En su entorno se agrupaban veintinueve aldeas.
Posteriormente se despoblaron varios lugares. En el siglo XVII se incorporó Lagartos y quedaron veinticinco “Los veinticinco”.

## Los concejos solariegos
Para conocer los lugares que componían la tierra solariega de Saldaña a través del tiempo puede utilizarse: el “Becerro de las Behetrías”, (año 1351), donde se incluyen en la Merindad las que se denominan aldeas de Saldaña, en número de veintinueve, el “Censo de la Corona de Castilla”, de 1591, con veintisiete, una relación de los estados de la Casa del Infantado, realizada posiblemente por Juan José Sánchez, situada en el siglo XVII y una Cédula de Felipe V, de 3 de febrero de 1711.
Villota del Duque, Fresnuelo y Villagatón pertenecían a la bodega de Saldaña y doña Leonor Urraca de Alburquerque, señora de la villa y su tierra, Reina consorte de Aragón, los cedió a Juan Fernández de Segovia y a su mujer. Esta, luego, hizo lo mismo a favor del obispo Sancho de Rojas, sucesor en el señorío, con lo que volvieron a ser solariegos. (Villota se denominó, primeramente, de la bodega de Saldaña y posteriormente de la Reina y, por fin, del Duque). Lagartos se incorporó  a finales del siglo XVII.
La Real Cédula de Felipe V expresa el carácter de los concejos de la tierra de Saldaña, diciendo que los lugares tienen “el inmemorial nombre de solariegos, proviniendo esta denominación de que los naturales y demás vecinos tenían fundadas sus casa y haciendas en los solares de esta (Saldaña)”.
La configuración de Villa y Tierra se vio alterada en el siglo XIX, al constituirse los municipios. Se les dio al carácter de cabeza o sede municipal a Fresno del Río, Pino del Río, Santervás, Villaluenga, Villarrabé, Bustillo de la Vega, Villota del Duque, Villafruel y Lagartos.
La mayoría de los lugares solariegos se unieron a otros. Así, a Villaluenga, Barrios, Santaolaja y Quintana; a Santervás,  Villarrobejo y Villapún; a  Villarrabé, San Llorente del Páramo, San Martín del Valle y Villambroz (además del caserío de Bustocirio); a Bustillo de la Vega, Lagunilla; a Villafruel, Villorquite y Valcavadillo (además de Carbonera, no solariego).
Los menos formaron municipio con otro pueblo no solariego. Tal es el caso de Acera y Villosilla que, con San Andrés de la Regla, constituyeron el Ayuntamiento de Villota del Páramo. Villalafuente se unió a Relea y Villasur en municipio con Membrillar. Velillas, con Portillejo, Villantodrigo, Villaproviano y Villarmienzo hicieron lo mismo con Quintanilla de Onsoña. A Pino del Río se le unió Celadilla, y a Lagartos, Villambrán,  Fresno y Villota del Duque no tuvieron agregados.
A lo largo de varios siglos se despoblaron Villagustos, Santovenía, Villafrandes, Frenuelo, Villagatón, Santibáñez y La Aldea. Gaviños formó concejo con Villaluenga de la Vega. 
La Junta general el 9 de abril de 1855 aprobó el Reglamento. En su artículo primero se enumeran los pueblo que componen la Comunidad de Villa y tierra, del siguiente tenor: Acera, Fresno del Río, Lagartos, Lagunilla, Pino del Río, Quintana de la Vega, Santaolaja, Santervás de la Vega, San Llorente del Páramo, San Martín del Valle, Valcavadillo, Barrios de la Vega, Bustillo de la Vega, Velillas del Duque, Villota del Duque, Villalafuente, Villorquite del Páramo, Villafruel, Villosilla, Villaluenga, Villapùn, Villarrobejo. Villambroz, Villarrabé y Villarrodrigo.

## Gobierno y administración

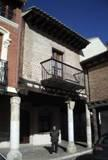
Ayuntamiento de Villa y Tierra de Saldaña del.

Hasta mediados del siglo XV el gobierno de Villa y Tierra correspondía casi exclusivamente a los oficiales de la villa: los dos alcaldes y los regidores. Con toda probabilidad fue en el año 1455 cuando se incorporaron al Concejo regidores de la tierra, y lo hicieron con la peculiaridad de que su voto valía lo mismo que el de los de la villa; circunstancia que no se daba en todos aquellas comunidades de tierra en los que participaban representantes de las aldeas.
La Junta, Ayuntamiento o Concejo lo constituía la Justicia y Regimiento de Saldaña y los regidores generales de la tierra. El procurador general tenía el carácter de procurador de Villa y Tierra El escribano era el del Ayuntamiento de Saldaña. Lo presidieron los alcaldes y, a partir de 1504, el corregidor. En principio, los dos mayordomos de la villa eran comunes. Luego, cada Corporación tenía mayordomo propio.
Los regidores generales eran cuatro y correspondía uno a cada una de las cuadrillas que formaban las aldeas.
Cada cuadrilla agrupaba a los lugares solariegos del siguiente modo:
| Cuadrilla 1         | Cuadrilla 2   | Cuadrilla 3 | Cuadrilla 4             |
| ------------------- | ------------- | ----------- | ----------------------- |
| Villota del Duque   | Fresno        | Los Barrios | Lagunilla               |
| Velillas            | Pino del Río  | Santibáñez  | San Llorente del Páramo |
| La Aldea            | Acera         | Santa Olaja | Villarrabé              |
| Quintana            | Villosilla    | Villaluenga | San Martín del Valle    |
| Villarrodrigo       | Valcavadillo  | Gaviños     | Villambroz              |
| Bustillo de la Vega | Villafruel    | Villapún    |                         |
| Villarrobejo        | Villorquite   | Santervás   |                         |
|                     | Villalafuente |             |                         |

La Cuadrilla número 4 se la denominaba a veces “Cuadrilla de Abajo“.
Los regidores generales eran nombrados el día de Reyes por la Justicia y Regimiento de la villa, según privilegio o regalía de inmemorial tiempo, Es decir, el corregidor, los cuatro regidores y el procurador general de Villa y Tierra. Se utilizaron diversas formas para la selección de los candidatos, aunque se impuso que la hiciera mediante propuesta de los que salían.
Al principio, el regidor general saliente proponía una persona de un lugar de la misma cuadrilla, y luego el corregidor, los regidores de la villa y el procurador general daban su conformidad. Posteriormente, la propuesta comprendía dos personas Dentro de cada cuadrilla los regidores salientes proponían a dos vecinos de los lugares a los que correspondía entrar. Esta manera de renovar los regidores generales de la tierra perduró hasta mediados del siglo XIX.
La Real Orden del Consejo de Castilla de 31 de marzo de 1761 dispuso que los oficios concejiles tanto en las ciudades, villas y lugares realengos como de señorío y abadengos fueran ejercidos desde el día primero del año hasta el 31 de diciembre. 
Los acontecimientos políticos acontecidos con la Revolución francesa no afectaron a la configuración de los órganos de gobierno de Villa y Tierra. 
Hasta la promulgación de la Real Cédula de S. M. y de los Srs. del Consejo de 17 de octubre de 1824, el Ayuntamiento de Villa y Tierra se constituía el 1 de enero con el protocolo acostumbrado. A tenor de aquella disposición, correspondía a la Real Chancillería de Valladolid el nombramiento de las juntas o corporaciones de los pueblos, y, por tanto, el de los capitulares de la tierra solariega de Saldaña Esta circunstancia privó al Ayuntamiento de la villa del derecho o regalía de nombrar los regidores generales.
El modo de hacer las propuestas cambió radicalmente, por cuanto intervienen todos los capitulares, es decir, la Junta o Ayuntamiento de Villa y Tierra y no los salientes.
Cada uno de los lugares tenía un regidor particular. Se encargaba de los asuntos más específicos del concejo como la recaudación de tributos.
A tenor del Reglamento aprobado en abril de 1855, la Comunidad estará gobernada por su presidente, que es el alcalde de Saldaña, la Junta General y una Junta de Vigilancia. El secretario será el del Ayuntamiento de Saldaña.
La primera, denominada también Junta de la Comunidad, está integrada por los alcaldes de Saldaña y de los veinticinco pueblos con el síndico de la villa.
La de Vigilancia la forman el alcalde de Saldaña, el síndico y cuatro vocales nombrados por la Junta General de entre los vecinos de los veinticinco pueblos.

## El patrimonio
El patrimonio de Villa y Tierra de Saldaña lo integraban dos bienes inmuebles y una importante extensión de montes, baldíos y humedales, cuya extensión se cifró cuando se practicó la desamortización en 7.136 hectáreas.
Siguiendo el inventario contenido en el Catastro de la Ensenada resulta el siguiente patrimonio: La Ribera Saldaña (La Perihonda), Molino de San Martín Obispo.

### Bienes inmuebles
Casa de Ayuntamiento, situada en la Plaza Vieja de Saldaña, con cuarto bajo y principal. Confronta a Levante con calle que va a San Pedro, a Poniente, con casa de Joaquín Gallo, Norte, con la calle del reloj, y a Sur, con dicha Plaza.
Otra casa a la Puentecilla (Plaza del Mercado), con cuarto principal y segundo, que es la cárcel. Confronta a Levante con calleja que viene del barrio de labradores, a poniente, con arroyo (que baja del Valle), a Norte, lo mismo y a Sur, con calle que va a la Plaza Vieja.
Esta casa, a principios del siglo XX, pasó a ser la sede del Ayuntamiento de Saldaña, en la plaza de España.

### Bienes comunales
Se relacionan 57 fincas. Las superiores a 200 obradas son:
| Páramo              | 2,5 | Matorrales de leña de roble   | 522 | 2 |      | L Campo Casa del Nido         | 2.205 |
| Vallejones          | 2   | Monte chaparro de leña roble  | 271 | 2 |      | L Villota del Páramo          | 1.566 |
| La Raigada          | 2   | Monte chaparro de leña roble  | 258 | 5 | 46 p | S term. De Andrés de la Regla | 1.024 |
| El Pozanco          | 2,5 | Monte chaparro de leña roble  | 418 | 3 | 70 p | P Renedo de los Rotos         | 1.717 |
| Valle del Hornillo  | 2   | Monte chaparro leña de roble  | 245 |   |      | P y N cam. Carbonero          | 1.035 |
| Mambuey             | 2   | Monte chaparral de leña roble | 833 |   |      | L term. de. Villapún          | 3.517 |
| Valquemado          | 2   | Monte chaparral de leña roble | 261 | 2 |      | P term. de Villadiego         | 1.142 |
| Val del Espino      | 2   | Monte de leña de roble        | 509 | 3 | 60 e | S term. de Villambroz         | 2.162 |
| La Cepilla          | 2   | Monte chaparral de leña roble | 213 | 2 | 40 e | L cam. Carbonero              | 900   |
| Valdeconejos        | 2   | Monte chaparral de leña roble | 205 | 4 | 80 e | L y N cam. Carbonero          | 866   |
| Muelle Matarrubia   | 3   | Monte chaparro de leña roble  | 465 | 3 |      | N cam. Fresno-Ermita          | 1.965 |
| Los Valuengos       | 2   | Monte maj. vieja leña roble   | 449 | 1 |      | L cam. S Andrés-Guardo        | 1.896 |
| Valdequintanilla    | 4,5 | Monte chaparro de leña roble  | 245 |   |      | N cam. S Pedro a Fresno       | 1.034 |
| Urzal de la Herrera | 4,5 | Monte de leña de roble        | 252 | 3 |      | N Valdelobo (Villalba)        | 1.066 |
| El Lomo             | 2,5 | Pasto                         | 205 | 4 | 80 e | N term de Lagunilla           | 866   |

Abreviaturas utilizadas. “Pago“, en el que está situada la finca dentro del término de Villa y Tierra. “D“: distancia a Saldaña, expresado en leguas; “Naturaleza “; características de su producción; “O“: obradas por las que se mide su superficie. “C“: cuartas “ E, P“: estadales o palos, según figura en el documento “Lindero“, se designa, entre los que constan en el documento, el que parece puede ser más útil para el mejor conocimiento de su situación. “Valor“, se refiere a la rentabilidad expresada en maravedís.

## La desamortización

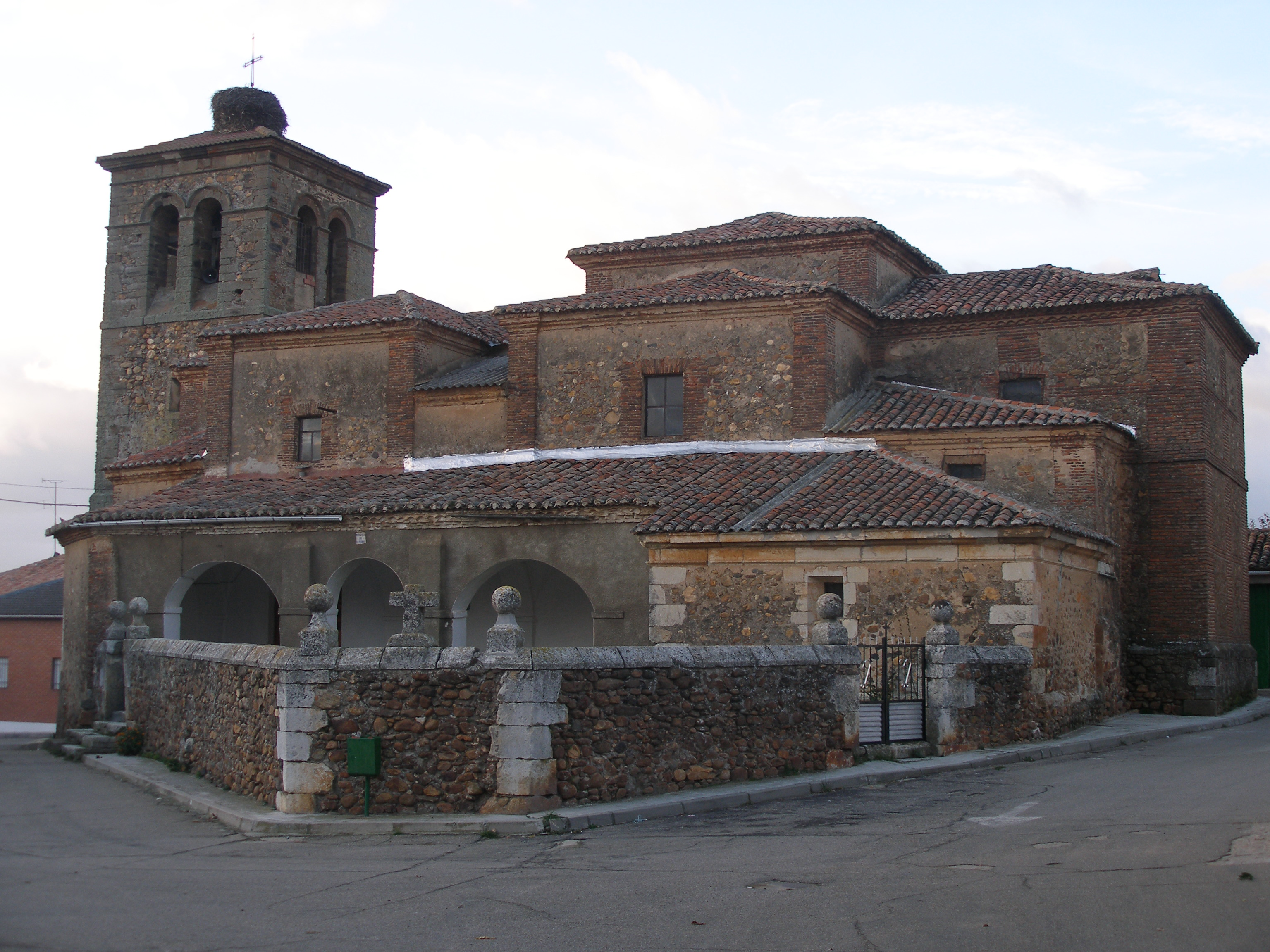
Iglesia de San Pedro (Pino del Río).

Después de la desamortización de bienes eclesiásticos, comenzada en el siglo XVIII, la Ley de 1 de mayo de 1855, declaró en estado de venta todos los bienes rústicos y urbanos, censos y foros pertenecientes al Estado, a la Iglesia, “a los propios y comunes de los pueblos, a la beneficencia” y otros públicos. Del precio de la venta, se invertirá el 80 por 100 en títulos de la Deuda pública al 3 por 100, a favor de las corporaciones o de los pueblos propietarios. El patrimonio de Villa y Tierra sufrió los efectos expropiatorios y fueron enajenados prácticamente la totalidad de sus bienes rústicos.
La primera reacción de Villa y Tierra fue tomada en la Junta de Alcaldes de 5 de octubre de 1855, encargando a la de Vigilancia que confecciones una lista de los bienes que eran de común aprovechamiento para pedir la exclusión de la venta al amparo del art.2 de la Ley. El expediente no lo inició hasta el año 1864. El 3 de junio se practicó una información en el Juzgado de 1.ª Instancia de Saldaña de la que resultó: 7.136 hectáreas 73 áreas con aquellas características. Esta extensión sirvió de base para la posterior demanda judicial.
Los trámites administrativos concluyeron con una Real Orden del Ministerio de Hacienda de 11 de febrero de 1870 por la que desestimó la excepción pedida y dispuso que se procediera a la venta de los bienes.
Villa y Tierra se dispuso a recurrir la Orden ante el Tribunal Supremo. Se encargó el asunto a Venancio Gutiérrez Marín, saldañés, doctor en derecho con despacho en Madrid. La preparación fue muy laboriosa porque tuvieron que pronunciarse individualmente cada lugar. La demanda la presentaron el presidente, Mariano Osorio Orense, Ignacio de Salas Calderón, Melchor Gallo de Cartagena, vecinos de Saldaña y Gaspar Berzosa de Coz, vecino de Santa Olaja. El 11 de junio de 1873 recayó sentencia desestimatoria. No se pronunció sobre el fondo de la cuestión sino, fundamentalmente, consideró que las comunidades de campo y tierra se habían extinguido y concurría en los demandantes falta de legitimación procesal.
Cabía plantear nuevo recurso. El alcalde presidente, Francisco Urizar de Aldaca Barba, intentó denodadamente obtener la propuesta de todos los lugares uno por uno y no lo consiguió.
El Boletín Oficial de Ventas de Bienes Nacionales de la Provincia de Palencia de la segunda mitad del siglo XIX fue publicando los anuncios de las subastas y el resultado de las adjudicaciones. Se fueron extendiendo láminas a favor de la Villa y Tierra, correspondientes al 80 por 100 del precio que la correspondía.

## El Día de los Veinticinco

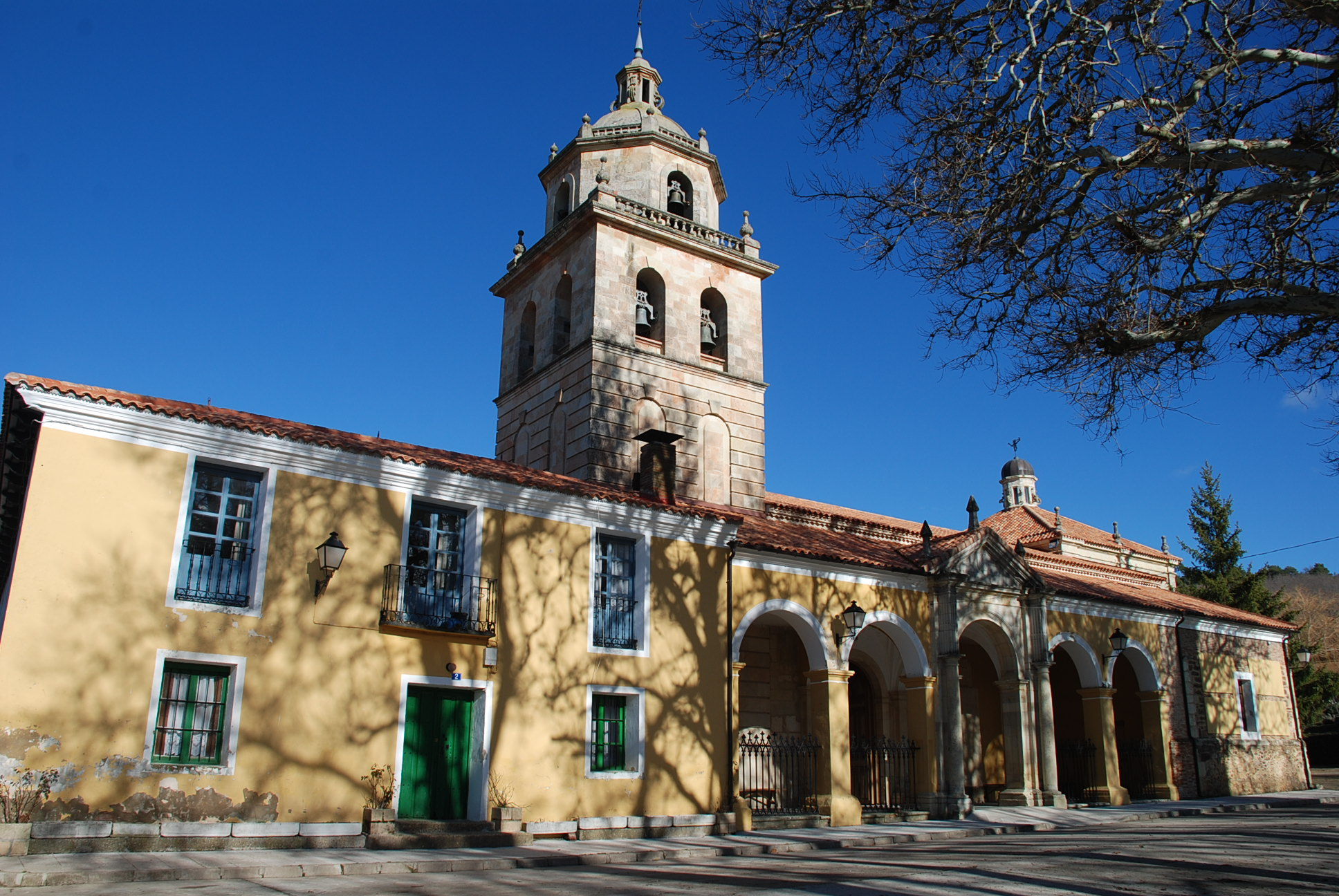
Ermita de Nuestra Señora del Valle.

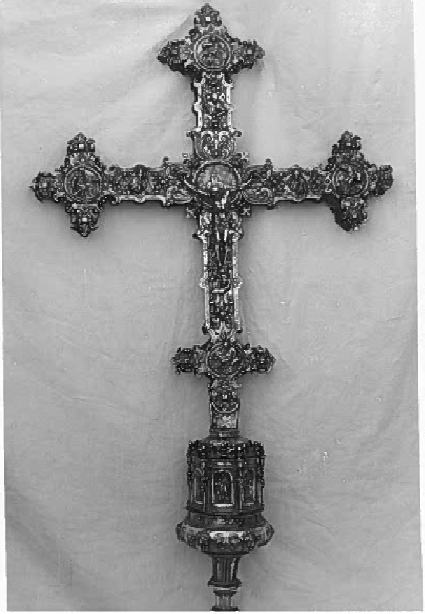
Cruz procesional de San Martín del Valle.

Toda la comarca saldañesa, a través del tiempo, ha sentido un impulso muy profundo hacia la Virgen María en su advocación del Valle, en el Santuario que, bajo su nombre, ha mil años que se erigió extramuros de la villa. La Villa y Tierra solariega acudía en rogativa para impetrar el auxilio divino o testimoniar su gratitud por lo favores recibidos.
Particularmente, Saldaña y los veinticinco lugares solariegos, desde tiempo inmemorial acudían al Santuario en el mes de mayo cubriendo caminos y veredas procesionalmente con sus cruces, pendones insignias y, en los últimos tiempos, también con imágenes, hasta llegar a los pies de Santa María del Valle. Tal fecha revestía especial solemnidad con el popular nombre de “Día de los 25”.
No es posible determinar con exactitud cuando surgió tan piadosa y romántica costumbre. En la primera mitad del siglo XIX se la concibe como un acto de profunda tradición. El Reglamento de la Comunidad de 9 de abril de 1855 consigna como gastos ordinarios  ”los que por costumbre se hacen  en la rogativa llamada de los veinticinco lugares”.
El último año que se celebró fue 1969. Las cruces procesionales de singular belleza como las de San Llorente del Páramo, San Martín del Valle, Bustillo de la Vega, Villambroz, Velillas del Duque o Valcavadillo y los pendones parroquiales de Saldaña y los lugares solariegos dejaron de desfilar pausadamente al rumor de las brisas de primavera hacia el Santuario del Valle.